# Heterodontus quoyi
Pour les articles homonymes, voir Requin dormeur.
Espèce
Statut de conservation UICN

 DD  : Données insuffisantes
Le requin dormeur bouledogue (Heterodontus quoyi) est une espèce de requins de la famille des Heterodontidae.
Ce requin vit dans le Pacifique est, au niveau de l'Équateur, du Pérou et de l'archipel des Galapagos. Il pourrait mesurer jusqu'à 1,10 m de long mais avoisine plus souvent 60 cm. Son physique particulier est caractéristique de la famille des Hétérodontiformes. Retrouvé entre 3 et 40 m de profondeur, c'est un chasseur nocturne, principalement d'invertébrés. Il est peu connu et relativement inoffensif pour l'Homme.

## Description
La silhouette du requin dormeur bouledogue ne diffère pas de celle des autres Hétérodontiformes. Son corps est plutôt élancé, alors que sa tête angulaire est proéminente. Cette dernière se prolonge en un museau semblable à celui d'un cochon. Ses narines, dépourvu de barbillons, sont entourées de cannelures reliées à sa petite bouche. Les volets nasaux,  longs morceaux de peau situés autour de chaque narine, s'allongent postérieurement. Les crêtes supraorbitales sont peu marquées pour le genre, avec un espace interorbital peu profond (1/4 de la longueur oculaire). Ses yeux sont hauts et loin de la bouche pour éviter les blessures causées par les défenses externes de ses proies. 
La première nageoire dorsale est située très postérieurement (32 à 36% de la taille totale du requin est comprise entre celle-ci et le rostre). Son insertion commence d'ailleurs bien après les nageoires pectorales et les fentes branchiales, presque au niveau des nageoires pelviennes. Elle sera arrondie et dressée chez les juvéniles, subangulaire et basse chez les adultes. La hauteur de cette nageoire comprend 8 à 9 % de la taille totale de l'espèce. L'orientation oblique et postérodorsale de son épine est présente dès la naissance. La deuxième nageoire dorsale, plus angulaire et située après la fin des nageoires pelviennes, est presque aussi large que la première. Une épine dorsale est située antérieurement, sur l'insertion, des deux nageoires dorsales. La nageoire anale est de nouveau arrondie et angulaire, et son apex atteint pratiquement la nageoire caudale. Les nageoires pectorales sont assez larges. 
Sa robe est gris clair ou brun avec de grosses taches circulaires noires. Elles sont plus petites et moins distinctes chez les juvéniles. En-dessous des yeux, il y a fréquemment des lignes de taches plus "brouillées". De grandes taches gris foncé sont parfois présentes sur les côtés et l'arrière du corps. Son ventre est blanc pâle. Contrairement à d'autres espèces du genre Heterondontus, il n'y a pas de ligne blanche pâle entre les deux yeux. Par contre, comme les autres requins dormeurs, Heterodontus quoyi possède une mâchoire avec des dents particulières. À l'avant des mâchoires, ces dernières sont pointues, avec une cuspide chez les jeunes et deux chez l'adulte, tandis qu'à l'arrière, elles sont molariformes : fortement carénées, peu étendues et arrondies. Sur le tronc latéral, les denticules sont grosses et rugueuses. Il y aurait environ 19 rangées de dents sur la mâchoire supérieure et 15 rangées sur la mâchoire inférieure.  

## Biologie
Fidèle à son nom vernaculaire « requin dormeur bouledogue », il se repose souvent sur le fond marin ou sur les rebords de surfaces rocheuses,. Mauvais nageur, il utilise parfois ses nageoires pectorales pour se déplacer sur le sol marin ou escalader les zones rocheuses. Son activité plutôt nocturne rend compliquée l’observation de son rythme circadien. 

### Alimentation
Active la nuit, l'espèce se nourrit de coquillages, de crabes divers et de petits invertébrés. Ses puissantes dents postérieures lui permettent d’écraser facilement les coquilles et les carapaces des invertébrés. Les parties molles de la proie sont digérées et les restes plus durs sont régurgités. Des algues vertes ont été retrouvées dans l'estomac de certains individus. 

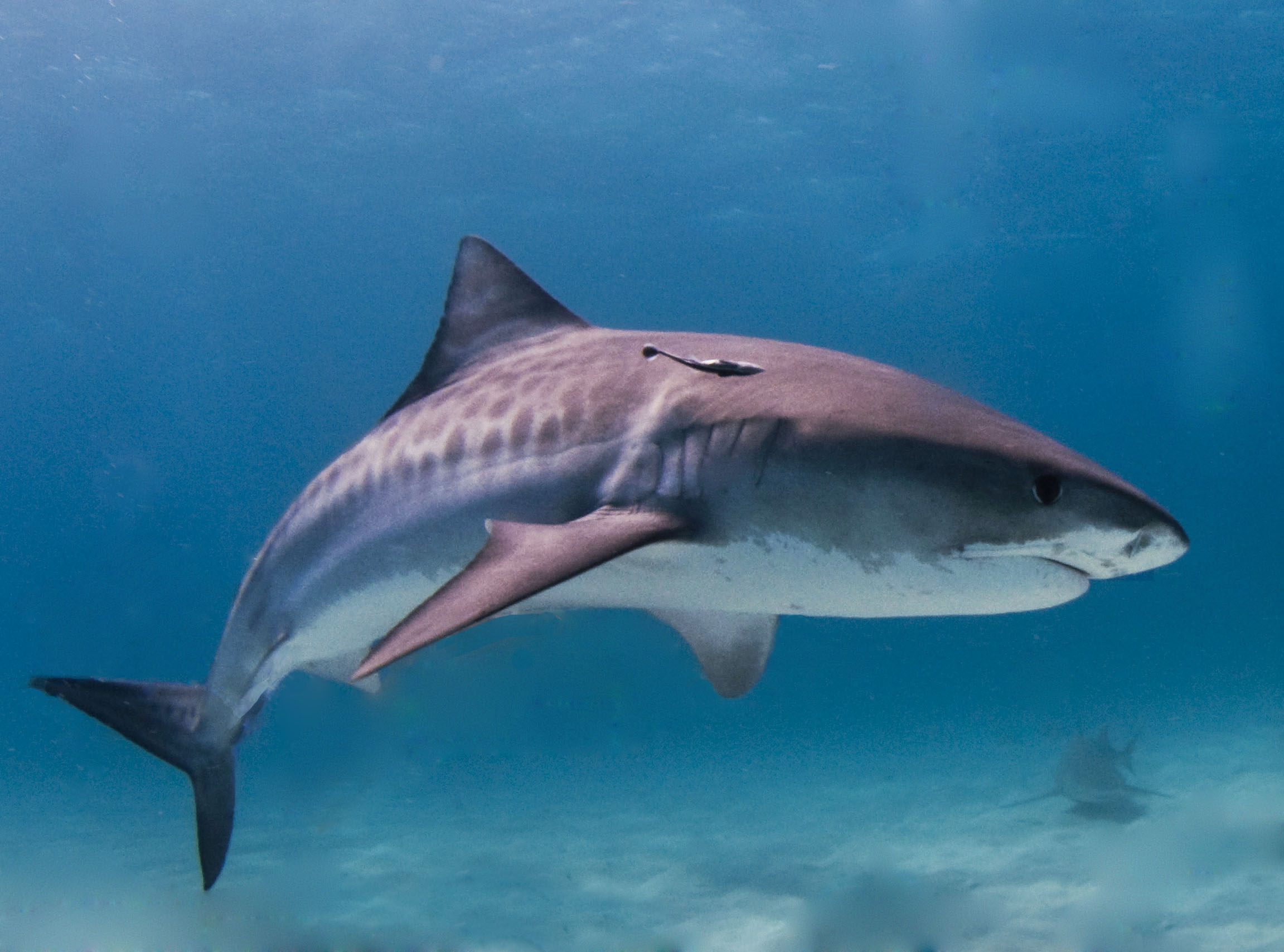
Le principal nemesis du requin dormeur bouledogue, le requin tigre.

### Cycle de vie
C'est un requin ovipare. La femelle pond une paire d'œufs d'environ 11 cm en forme de cône avec, extérieurement, un rebord d'environ 5 spirales et diagonal par rapport à l'axe de l'œuf. Cela favoriserait l'immobilisation de l'œuf dans les anfractuosités de rochers, le rendant difficile à retirer pour un prédateur. Les œufs sont morphologiquement similaires à ceux de l'espèce sœur du requin dormeur bouledogue, le requin-buffle H. francisci. Les embryons se nourrissent uniquement de vitellus et les nouveau-nés mâles mesurent environ 17 cm. La maturité sexuelle est atteinte entre 48 cm et 61 cm chez le mâle.

### Prédateurs
Malgré ses épines dorsales et ses larges denticules, il constitue une proie pour le vorace requin-tigre Galeocerdo cuvier.

## Distribution et habitat
Peu commun, ce requin vit dans les eaux tropicales du Pacifique oriental, sur les côtes du Pérou et de l'Équateur, sur leurs iles offshore, ainsi que dans l'archipel des Galapagos (0°S - 10°S et 90°W - 71°W). Du côté ouest des îles Galapagos, il est présent à l'est et au nord de l'île Fernandina et à l'ouest de l'île Isabela. Cette dernière zone est connue sous le nom de canal Bolivar. Du côté sud, il réside à l'ouest de l'île Floreana, zone d'upwellings. C'est une espèce résidente.  
Retrouvé entre 3 m et 40 m de profondeur, le plus souvent entre 16 m à 30 m, le requin dormeur bouledogue est démersal. Il habite les zones de récifs plates et rocheuses, parsemées de rochers, et les milieux sableux entre les affleurements, dans les eaux côtières continentales et insulaires. L’espèce est associée à des courants plus frais et aux forts upwellings. 

## Taxonomie
Bien que son nom "Heterodontus quoyi"  (Fréminville, 1840) soit actuellement accepté par la communauté scientifique, le requin dormeur bouledogue a possédé d'autres noms binomiaux.
Parmi ces autres noms : 
- Cestracion quoyi par Fréminville en 1840 (Holotype de l'espèce) ;
- Cestracion pantherinus par Valenciennes en 1846 aux Galapagos (Même holotype que Fréminville) ;
- Gyropleurodus peruanus par Evermann et Radcliffe en 1917 au Pérou.(Femelle adulte gravide de 565 mm).

Localement, au Pérou, ce requin est nommé Tiburón tamborín ou Tiburón Gato De Galápagos.

## Phylogénie et évolution
Certains ont émis l'hypothèse qu'une séparation génétique existerait entre les populations de requins dormeurs bouledogues du Pérou et des Galapagos ; la première serait nommée hypothétiquement Heterodontus peruanus. Par manque de matériel, il est aujourd'hui impossible de déterminer s'il faut séparer cette espèce supposée de H. quoyi. La principale différence résiderait dans la distance entre les nageoires dorsales et anales.

## Relations avec l'Homme

### Attaques sur l'Homme
Souvent aperçu par les baigneurs, ce requin est calme, docile et non agressif. On rapporte très peu de confrontations violentes avec l'Homme.

### Pêche
Il n'a aucun intérêt commercial mais parfois l'objet de prises accessoires.

### Sauvegarde
Sa population est peu abondante et potentiellement constituée de sous-populations. Il est affecté par sa pêche accidentelle. Aussi, la pêche d'autres espèces de poissons peut induire un déséquilibre dans le réseau trophique. L'espèce est protégée dans la zone sans pêche de la Galapagos Marine Reserve. 